# 小行星13734
小行星13734（13734 Buklad）是一颗绕太阳运转的小行星，为主小行星带小行星。该小行星于1998年9月14日发现。

## 轨道参数
小行星13734的轨道半长轴为2.2142502 UA，离心率为0.118。